# Az Oricon mangalistájának első helyezettjei (2008)
Ez a lista a japán Oricon minden héten közzétett manga eladási listájának 2008-as első helyezettjeit sorolja fel.

## Első helyezettek
| Hét | Dátum                    | Cím                                     | Író                           | Kiadó             | Eladott példány | Forrás |
| --- | ------------------------ | --------------------------------------- | ----------------------------- | ----------------- | --------------- | ------ |
| 12  | Március 24–30.           | Kimi ni todoke, 6. kötet                | Siina Kahuro                  | Shueisha          | 347 826         | [ 1 ]  |
| 13  | Március 31–április 6.    | Bleach, 33. kötet                       | Kubo Tite                     | Shueisha          | 430 081         | [ 2 ]  |
| 14  | Április 7–13.            | Óran Kókó Host Club, 12. kötet          | Hatori Bisco                  | Hakusensha        | 205 298         | [ 3 ]  |
| 15  | Április 14–20.           | Hajate no gotoku!, 15. kötet            | Hata Kendzsiró                | Shogakukan        | 147 645         | [ 4 ]  |
| 16  | Április 21–27.           | Kókó Debut, 11. kötet                   | Kavahara Kazune               | Shueisha          | 111 276         | [ 5 ]  |
| 17  | Április 28–május 4.      | Naruto, 42. kötet                       | Kisimoto Maszasi              | Shueisha          | 505 506         | [ 6 ]  |
| 18  | Május 5–11.              | Naruto, 42. kötet                       | Kisimoto Maszasi              | Shueisha          | 264 862         | [ 7 ]  |
| 19  | Május 12–18.             | Nana, 19. kötet                         | Jazava Ai                     | Shueisha          | 787 219         | [ 8 ]  |
| 20  | Május 19–25.             | Nana, 19. kötet                         | Jazava Ai                     | Shueisha          | 358 579         | [ 9 ]  |
| 21  | Május 26–június 1.       | Kurosicudzsi, 4. kötet                  | Toboszo Jana                  | Square Enix       | 240 654         | [ 10 ] |
| 22  | Június 2–8.              | One Piece, 50. kötet                    | Oda Eiicsiró                  | Shueisha          | 1 074 745       | [ 11 ] |
| 23  | Június 9–15.             | One Piece, 50. kötet                    | Oda Eiicsiró                  | Shueisha          | 231 919         | [ 12 ] |
| 24  | Június 16–22.            | Kondzsiki no Gash!!, 33. kötet          | Raiku Makoto                  | Shogakukan        | 181 234         | [ 12 ] |
| 25  | Június 23–29.            | Hajori dango, 37. kötet                 | Kamio Jóko                    | Shueisha          | 361 497         | [ 13 ] |
| 26  | Június 30–július 6.      | Bleach, 34. kötet                       | Kubo Tite                     | Shueisha          | 425 366         | [ 14 ] |
| 27  | Július 7–13.             | Bleach, 34. kötet                       | Kubo Tite                     | Shueisha          | 228 406         | [ 15 ] |
| 28  | Július 14–20.            | Cubasza: Reservoir Chronicle, 24. kötet | Clamp                         | Kodansha          | 167 315         | [ 16 ] |
| 29  | Július 21–27.            | Kimi ni todoke, 7. kötet                | Siina Kahuro                  | Shueisha          | 220 995         | [ 17 ] |
| 30  | Július 28–augusztus 3.   | Pluto, 6. kötet                         | Uraszava Naoki, Tezuka Oszamu | Shogakukan        | 313 694         | [ 18 ] |
| 31  | Augusztus 4–10.          | Naruto, 43. kötet                       | Kisimoto Maszasi              | Shueisha          | 735 206         | [ 19 ] |
| 32  | Augusztus 11–17.         | Nodame Cantabile, 21. kötet             | Ninomija Tomoko               | Kodansha          | 734 890         | [ 20 ] |
| 33  | Augusztus 18–24.         | Fullmetal Alchemist, 20. kötet          | Arakava Hiromu                | Square Enix       | 589 556         | [ 21 ] |
| 34  | Augusztus 25–31.         | Jocuba to!, 8. kötet                    | Azuma Kijohiko                | ASCII Media Works | 280 118         | [ 22 ] |
| 35  | Szeptember 1–7.          | One Piece, 51. kötet                    | Oda Eiicsiró                  | Shueisha          | 1 029 249       | [ 23 ] |
| 36  | Szeptember 8–14.         | Nana, 20. kötet                         | Jazava Ai                     | Shueisha          | 653 967         | [ 24 ] |
| 37  | Szeptember 15–21.        | Nana, 20. kötet                         | Jazava Ai                     | Shueisha          | 408 717         | [ 25 ] |
| 38  | Szeptember 22–28.        | Nana, 20. kötet                         | Jazava Ai                     | Shueisha          | 156 210         | [ 26 ] |
| 39  | Szeptember 29–október 5. | Hunter × Hunter, 26. kötet              | Togasi Josihiro               | Shueisha          | 487 403         | [ 27 ] |
| 40  | Október 6–12.            | Hunter × Hunter, 26. kötet              | Togasi Josihiro               | Shueisha          | 200 640         | [ 28 ] |
| 41  | Október 13–19.           | Hajate no gotoku!, 17. kötet            | Hata Kendzsiró                | Shogakukan        | 152 617         | [ 29 ] |
| 42  | Október 20–26.           | Ókiku furikabutte, 11. kötet            | Higucsi Asza                  | Kodansha          | 245 740         | [ 30 ] |
| 43  | Október 27–november 2.   | Real, 8. kötet                          | Inoue Takehiko                | Shueisha          | 288 970         | [ 31 ] |
| 44  | November 3–9.            | Naruto, 44. kötet                       | Kisimoto Maszasi              | Shueisha          | 620 283         | [ 32 ] |
| 45  | November 10–16.          | Conan, a detektív, 63. kötet            | Aojama Gósó                   | Shogakukan        | 154 811         | [ 33 ] |
| 46  | November 17–23.          | Cubasza: Reservoir Chronicle, 25. kötet | Clamp                         | Kodansha          | 196 094         | [ 34 ] |
| 47  | November 24–30.          | Kimi ni todoke, 8. kötet                | Siina Kahuro                  | Shueisha          | 372 293         | [ 35 ] |
| 48  | December 1–7.            | One Piece, 52. kötet                    | Oda Eiicsiró                  | Shueisha          | 1 045 937       | [ 36 ] |
| 49  | December 8–14.           | One Piece, 52. kötet                    | Oda Eiicsiró                  | Shueisha          | 275 035         | [ 37 ] |
| 50  | December 15–21.          | Fairy Tail, 13. kötet                   | Masima Hiro                   | Kodansha          | 166 509         | [ 38 ] |
| 51  | December 22–január 4.    | Fullmetal Alchemist, 21. kötet          | Arakava Hiromu                | Square Enix       | 825 026         | [ 39 ] |